# Thibaud Gaudin
Thibaud Gaudin, surnommé le « moine Gaudin », fut le 22e maître de l'ordre du Temple. Grand commandeur du Temple au moment de la mort de Guillaume de Beaujeu, il prit le commandement des troupes restantes au siège d'Acre en 1291 et il se retira à Sidon. Il embarqua avec ce qui restait de Frères templiers vers le château de Sagette où il fut élu maître de l'ordre en octobre 1291. Son magistère fut assez court, puisqu'il était déjà remplacé par Jacques de Molay le 20 avril 1292. Il mourut sans doute le 16 avril 1292.

## Biographie
Thibaud Gaudin est issu d'une famille noble originaire de Chartres ou de Blois. On ne sait presque rien sur sa vie avant qu'il soit Templier. On ne sait pas même la date où il rejoint l'ordre. Les premières mentions de sa personne remonte à 1260, lorsqu'il est fait prisonnier à la suite d'une expédition sur Tibériade.
En 1279, il est nommé commandeur de la Terre de Jérusalem, quatrième fonction la plus élevée au sein de l'ordre.
En 1291, il côtoie Guillaume de Beaujeu et défend avec lui la ville de Saint-Jean-d'Acre lors du siège de la ville par les troupes d'Al-Ashraf Khalil. Lorsque Guillaume de Beaujeu meurt le 18 mai, il ne reste plus que cinq cents personnes pour défendre la ville. Pierre de Sevry et lui sont chargés de superviser la défense d'Acre. Ils acceptent une reddition et laissent pénétrer un détachement de cavaliers musulmans dans l'enceinte ; mais ceux-ci s'en prennent aux femmes, ce qui conduit les deux hommes à repousser les cavaliers hors de la ville. Pierre de Sevry décide de défendre la ville pendant que Thibaud Gaudin gagne Sidon par la mer avec le trésor du Temple. Il défend alors cette dernière avec ses troupes jusqu'à l'arrivée de l'émir al-Shujâ'i où les habitants fuient la forteresse pour se rendre à Chypre où se trouvent déjà les Hospitaliers. Limassol devient le quartier général des deux ordres. Sidon tombe aux mains des musulmans le 14 juillet. Les autres possessions franques cèdent une à une, et début août, il ne reste plus que deux places aux mains des Templiers. L'ensemble des Templiers se replient sur Chypre et sur l'îlot de Ruad, au sud de Tortose, qui restera en leur possession jusqu'en 1303.
Il est désigné maître de l'ordre du Temple en octobre 1291, tandis que Jacques de Molay est fait maréchal, succédant à Pierre de Sevry, mort en défendant Acre. Il entreprend une réorganisation des Templiers, mis à mal par leurs défaites successives. Il lui faut également assurer la défense du royaume de Petite-Arménie, encerclé par les Seldjoukides, et de l'île de Chypre, occupée par une multitude de réfugiés. Mais il meurt au printemps 1292, peut-être après avoir abandonné sa charge de grand maître avant sa mort. Les rudes conditions de vie qu'il avait connues les mois précédents avaient du le fatiguer et ont pu le rendre malade. Il est inhumé en la chapelle des Templiers de Limassol. Il laisse inachevés ses projets qui reviennent à son successeur, Jacques de Molay.

## Armoiries
L'Armorial des Maîtres de l'Ordre du Temple écrit par Bernard Marillier donne un blason identique pour un émail de gueules au lieu d'azur pour l'écu.